# U-19 (1936)
| U-19                       | U-19                                                | U-19                                                |
| -------------------------- | --------------------------------------------------- | --------------------------------------------------- |
|                            |                                                     |                                                     |
|                            |                                                     |                                                     |
|                            |                                                     |                                                     |
| Під прапором               | Третій рейх                                         | Третій рейх                                         |
| Порт приписки              | Мемель Кіль Вільгельмсгафен Констанца               | Мемель Кіль Вільгельмсгафен Констанца               |
| Спуск на воду              | 21 грудня 1935                                      | 21 грудня 1935                                      |
| Виведений зі складу флоту  | 11 вересня 1944                                     | 11 вересня 1944                                     |
| Сучасний статус            | затоплений                                          | затоплений                                          |
| Проєкт                     |                                                     |                                                     |
| Тип ПЧ                     | Малий ДПЧ                                           | Малий ДПЧ                                           |
| Основні характеристики     |                                                     |                                                     |
| Швидкість (надводна)       | 13 вузлів                                           | 13 вузлів                                           |
| Швидкість (підводна)       | 7 вузлів                                            | 7 вузлів                                            |
| Гранична глибина занурення | 150 м                                               | 150 м                                               |
| Екіпаж                     | 25 осіб                                             | 25 осіб                                             |
| Розміри                    |                                                     |                                                     |
| Довжина найбільша (по КВЛ) | 42,7 м                                              | 42,7 м                                              |
| Ширина корпусу найб.       | 4,08 м                                              | 4,08 м                                              |
| Висота                     | 8,6 м                                               | 8,6 м                                               |
| Середня осадка (по КВЛ)    | 3,90 м                                              | 3,90 м                                              |
| Водотоннажність надводна   | 279 т                                               | 279 т                                               |
| Озброєння                  |                                                     |                                                     |
| Артилерія                  | 1 × 2 cm/65 C/30 (1000 снарядів)                    | 1 × 2 cm/65 C/30 (1000 снарядів)                    |
| Торпедно- мінне озброєння  | 3 TA (5 торпед або 18 мін; за іншими даними ТМА 12) | 3 TA (5 торпед або 18 мін; за іншими даними ТМА 12) |

U-19 — малий німецький підводний човен типу II-B для прибережних вод, часів Другої світової війни. Заводський номер 549.

## Бойовий шлях
Введений в стрій 16 січня 1936 року. З 1 січня 1936 року по 30 квітня 1940 року був приписаний до 1-ї флотилії. Згодом переданий в навчальну флотилію. Входив до складу 24-ї і 22-ї навчальних флотилій. Перевезений в Констанцу і 1 жовтня 1942 року увійшов до складу чорноморської 30-ї флотилії. Здійснив 20 бойових походів, з них 11 — на Чорному морі, потопив 14 суден (35 430 брт) і один бойовий корабель (448 т). Затоплений 11 вересня 1944 року власним екіпажем біля берегів Туреччини, в районі з координатами 41°34′ пн. ш. 31°50′ сх. д. / 41.567° пн. ш. 31.833° сх. д..

## Командири
- Капітан-лейтенант Віктор Шютце (16 січня 1936 — 30 вересня 1937)
- Капітан-лейтенант Ганс Мекель (30 вересня 1937 — 1 листопада 1939)
- Капітан-лейтенант Вільгельм Мюллер-Арнеке (2 листопада 1939 — 2 січня 1940)
- Капітан-лейтенант Йоахім Шепке (3 січня — 30 квітня 1940)
- Капітан-лейтенант Вільфрід Прелльберг (1 травня — 19 червня 1940)
- Капітан-лейтенант Петер Ломеєр (20 червня — 20 жовтня 1940)
- Оберлейтенант-цур-зее Вольфганг Кауфманн (21 жовтня — 8 листопада 1940)
- Капітан-лейтенант Рудольф Шендель (8 листопада 1940 — 31 травня 1941)
- Оберлейтенант-цур-зее Гергард Літтершайд (1 червня 1941 — лютий 1942)
- Оберлейтенант-цур-зее/капітан-лейтенант Ганс-Людвіг Гауде (16 грудня 1941 — лютий 1942 (ТВО), лютий — 18 квітня 1942, 28 грудня 1942 — 2 грудня 1943)
- Оберлейтенант-цур-зее Віллі Оленбург (3 грудня 1943— 6 вересня 1944)
- Оберлейтенант-цур-зее Губерт Ферпортен (7-11 вересня 1944)

## Потоплені судна
| Дата              | Тип судна       | Назва судна               | Тоннаж | Статус     | Належність      | Примітка            | Вантаж                        | Координати                                                  |
| ----------------- | --------------- | ------------------------- | ------ | ---------- | --------------- | ------------------- | ----------------------------- | ----------------------------------------------------------- |
| 21 жовтня 1939    | вантажне судно  | Capitaine Edmond Laborie  | 3 087  | потоплено  | Франція         | підірвалось на міні | в баласті                     | 53°19′ пн. ш. 0°38′ сх. д. / 53.317° пн. ш. 0.633° сх. д.   |
| 21 жовтня 1939    | танкер          | Deodata                   | 3 295  | потоплено  | Норвегія        | підірвалось на міні | в баласті                     | 53°20′ пн. ш. 0°38′ сх. д. / 53.333° пн. ш. 0.633° сх. д.   |
| 24 жовтня 1939    | вантажне судно  | Konstantinos Hadjipateras | 5 962  | потоплено  | Греція          | підірвалось на міні | 8 412 т брухту чорних металів | 53°18′ пн. ш. 00°37′ сх. д. / 53.300° пн. ш. 0.617° сх. д.  |
| 18 листопада 1939 | вантажне судно  | Carica Milica             | 6 371  | потоплено  | Югославія       | підірвалось на міні | вугілля                       | 52°05′ пн. ш. 1°41′ сх. д. / 52.083° пн. ш. 1.683° сх. д.   |
| 9 січня 1940      | вантажне судно  | Manx                      | 1 343  | потоплено  | Норвегія        |                     | вугілля                       | 58°30′ пн. ш. 1°33′ зх. д. / 58.500° пн. ш. 1.550° зх. д.   |
| 23 січня 1940     | вантажне судно  | Baltanglia                | 1 523  | потоплено  | Велика Британія |                     | 1930 т генерального вантажу   | 55°35′ пн. ш. 1°27′ зх. д. / 55.583° пн. ш. 1.450° зх. д.   |
| 23 січня 1940     | вантажне судно  | Pluto                     | 1 598  | потоплено  | Норвегія        |                     | в баласті                     | 55°35′ пн. ш. 1°27′ зх. д. / 55.583° пн. ш. 1.450° зх. д.   |
| 25 січня 1940     | вантажне судно  | Everene                   | 4 434  | потоплено  | Латвія          |                     |                               | 55°42′ пн. ш. 1°30′ зх. д. / 55.700° пн. ш. 1.500° зх. д.   |
| 25 січня 1940     | вантажне судно  | Gudveig                   | 1 300  | потоплено  | Норвегія        |                     | вугілля                       | 55°42′ пн. ш. 1°30′ зх. д. / 55.700° пн. ш. 1.500° зх. д.   |
| 19 березня 1940   | вантажне судно  | Charkow                   | 1 026  | потоплено  | Данія           |                     | в баласті                     | 58°07′ пн. ш. 2°39′ зх. д. / 58.117° пн. ш. 2.650° зх. д.   |
| 19 березня 1940   | вантажне судно  | Minsk                     | 1 229  | потоплено  | Данія           |                     | в баласті                     | 58°07′ пн. ш. 2°39′ зх. д. / 58.117° пн. ш. 2.650° зх. д.   |
| 20 березня 1940   | вантажне судно  | Bothal                    | 2 109  | потоплено  | Данія           |                     | в баласті                     | 58°21′ пн. ш. 2°22′ зх. д. / 58.350° пн. ш. 2.367° зх. д.   |
| 20 березня 1940   | вантажне судно  | Viking                    | 1 153  | потоплено  | Данія           |                     | в баласті                     | 58°21′ пн. ш. 2°22′ зх. д. / 58.350° пн. ш. 2.367° зх. д.   |
| 27 червня 1944    | баржа           | Баржа № 75                | 1 000  | потоплено  | СРСР            |                     |                               | CL 6669                                                     |
| 2 вересня 1944    | мінний тральщик | БТСЦ-410 № 25             | 441    | потоплений | СРСР            |                     |                               | 43°51′ пн. ш. 29°12′ сх. д. / 43.850° пн. ш. 29.200° сх. д. |